# Michel Dufour (architecte naval)
Pour les articles homonymes, voir Michel Dufour.
 (décembre 2010).
Si vous disposez d'ouvrages ou d'articles de référence ou si vous connaissez des sites web de qualité traitant du thème abordé ici, merci de compléter l'article en donnant les références utiles à sa vérifiabilité et en les liant à la section « Notes et références ».
Michel Dufour, né en 1930 et mort en 2003,, est un architecte naval, fondateur des chantiers Dufour. Il a notamment dessiné l’Arpège en 1967.